# Squareheads of the Round Table
Squareheads of the Round Table (br.: Três quadrados e uma redonda) é um filme curta-metragem estadunidense de 1948, dirigido por Edward Bernds. É o 106º de um total de 190 filmes da série com os Três Patetas produzida pela Columbia Pictures entre 1934 e 1959.

## Enredo
Na Inglaterra medieval, os Três Patetas são trovadores que usam armaduras em suas apresentações para se protegerem dos tomates e outras coisas costumeiramente arremessadas pelo público. Eles se tornam amigos de Cedric, um humilde ferreiro que tem um romance com a princesa Elaine. O Príncipe Negro queria se casar com Elaine e manda seus guardas procurarem Cedric para prendê-lo mas ele se esconde com os Patetas. O trio vai fazer uma serenata para Elaine como forma de fazer com que o rapaz, que os acompanha, consiga vê-la em segredo. A canção é da ópera de Donizetti "Lucia di Lammermoor". O rei descobre Cedric e ordena a seus guardas que o prendam e o executem. Elaine esconde ferramentas num bolo que envia ao calabouço e Cedric e os Patetas fogem dali.
Ao se esconder dos guardas, Moe ouve o Príncipe Negro conspirando para assassinar o Rei. Os Patetas se aproximam do monarca cantando e dançando vestidos de armaduras a canção de Stephen Foster "Old Folks at Home". Quando começam a brigar eles se revelam e o Rei os manda prender novamente mas Elaine chega com Cedric e conta ao pai da traição do Principe Negro. O Rei enfim consente no casamento e o casal e os Patetas podem viver felizes no Reino.

## Citações
(Tradução aproximada)
- Larry: "Por que o príncipe quer a cabeça de Cedric?  Ele não tem uma?"
- Shemp: "Duas cabeças pensam melhor que uma!"

- Cedric: "Nós iremos morrer juntos..."

Os Patetas, entrando em pânico.
- Moe: "Eu preciso de um advogado barato!"
- Shemp: "E eu comprar dois novos chapéus!"
- Larry: "Eu não posso morrer! Eu não assisti The Jolson Story!" (na dublagem brasileira, "eu não conheci Nápoles")

- Rei: "Minha filha se casar com um ‘smith?! (referência a ferreiro)"
- Shemp: "Fique tranquilo, Rei; milhões de mulheres se casam com Smiths todos os anos!" (na dublagem brasileira, o rei consente quando lhe falam que é americano por causa do nome Smith).

A versão dublada original brasileira faz referências a fatos da época (início da década de 1970). Moe diz: "Vou fazer o Príncipe Negro vestir azul!" (nome de uma canção de Wilson Simonal). Em outro momento Larry é quem fala: "Parece uma luta livre do canal 5 !" (referência a TV Globo que tinha um programa do gênero na época).